# Lanius gubernator
Lanius gubernator е вид птица от семейство Laniidae.

## Разпространение
Видът е разпространен в Гана, Камерун, Демократична република Конго, Кот д'Ивоар, Нигерия, Судан, Уганда, Централноафриканската република и Южен Судан.